# Прямий удар ногою

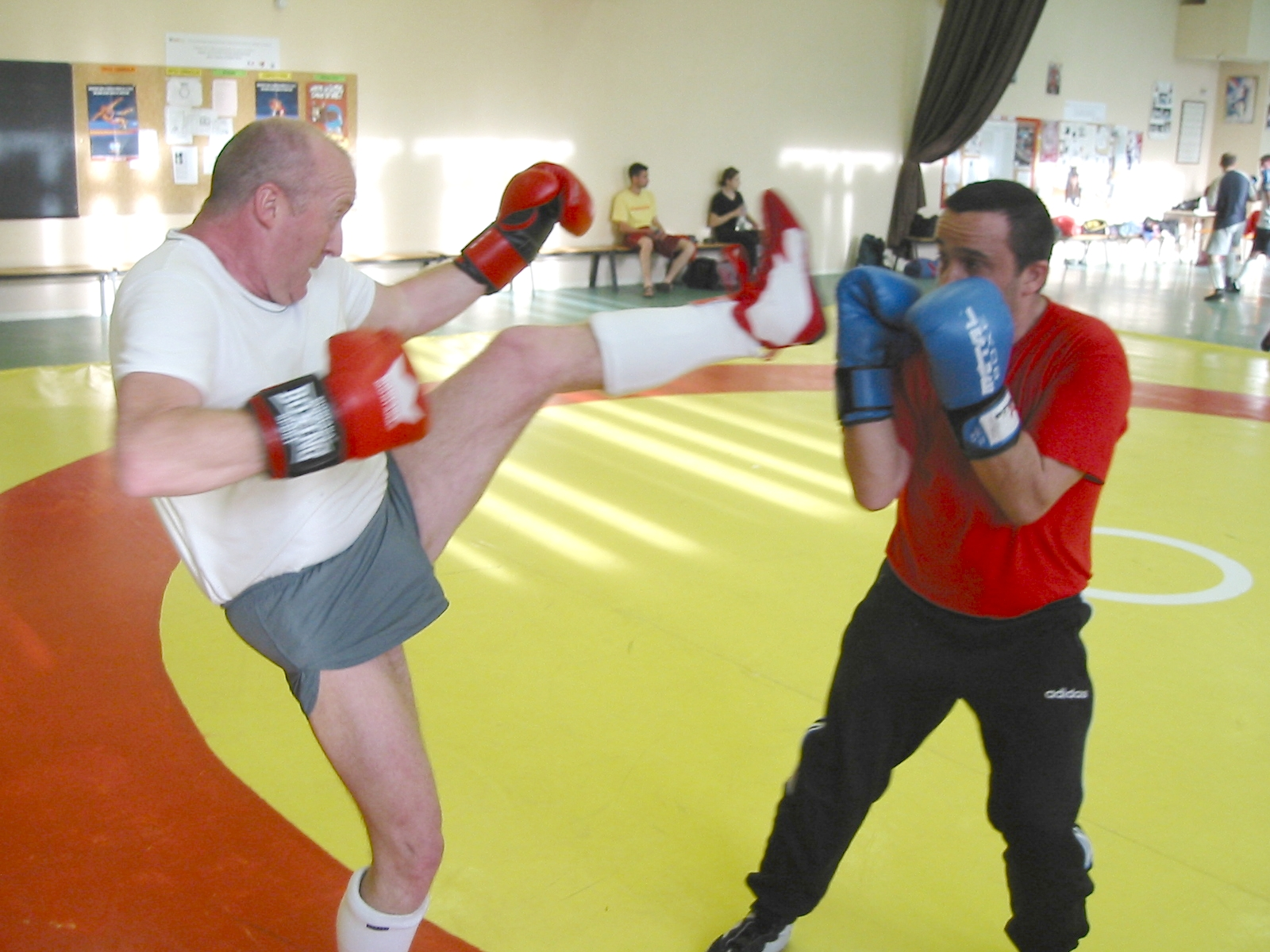
Фронтальний удар ногою в спарингу.

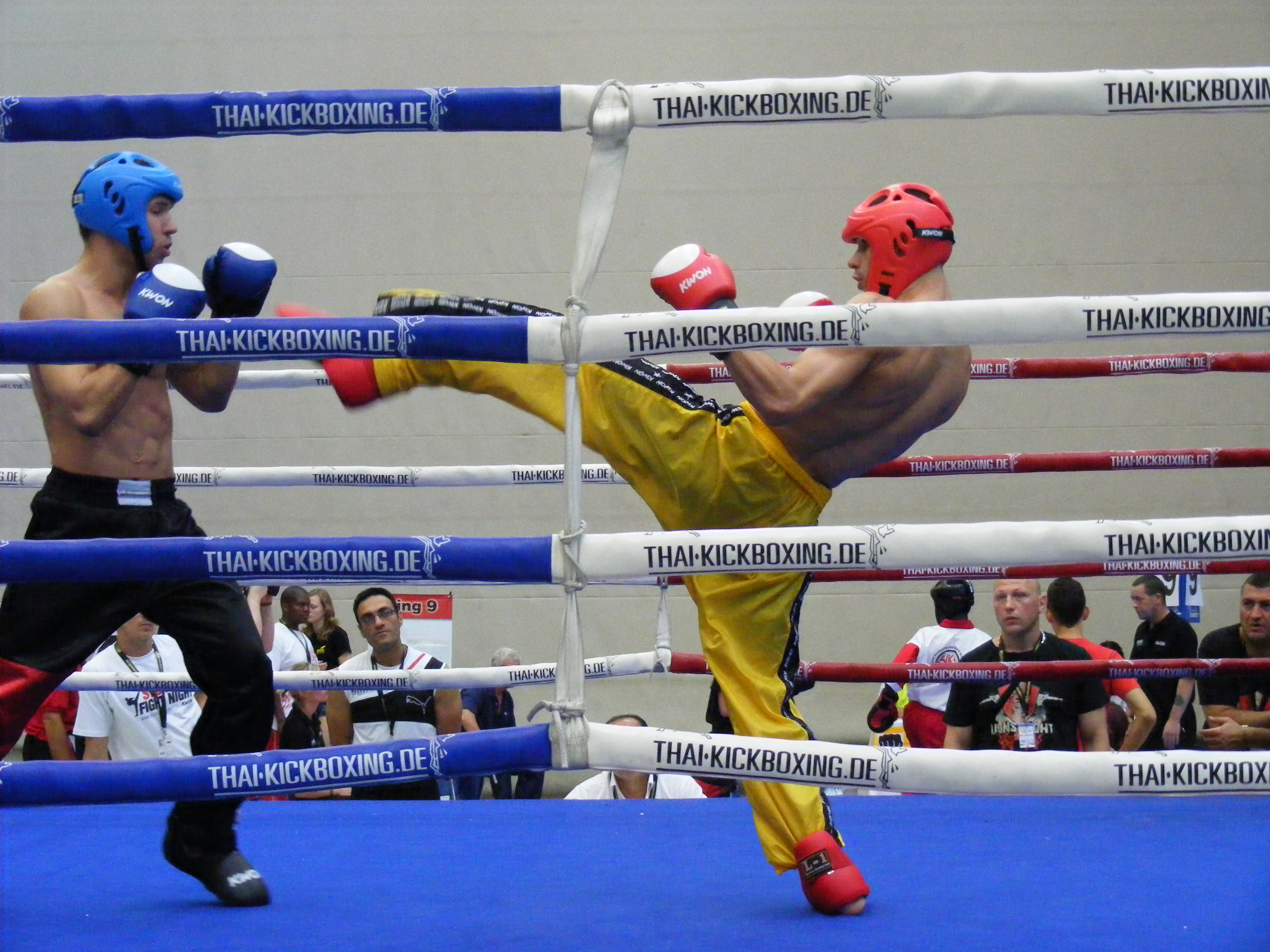
Фронтальний удар ногою в бою.

Прямий удар ногою — це короткий фронтальний удар ногою, що виконується зворотно-поступальним або маховим рухом по прямій траєкторії. Удар належить до основних елементів ударної техніки таких бойових мистецтв, як ушу, карате, тхеквондо, муай-тай, кікбоксинг та інших.
Удар виконується і ближньою і дальньою від суперника ногою, з місця, з кроком, з підскоком або в стрибку. Техніка виконання може дещо відрізнятись в залежності від традицій бойового мистецтва, але загалом зводиться до наступного: нога (перед виконанням удару дещо зігнута в коліні, в момент завдавання удару — випрямлена) різким рухом викидається по прямій в ціль, в процесі виконання здійснюється поштовх опорною ногою, таз виноситься вперед. Прямий удар ногою завдається стопою (носком, п'ятою) і частіше виконується як мідл-кік або хай-кік (тобто удар направлений в корпус або голову). Рідко зустрічається використання прямого удару ногою як лоу-кіка (зокрема це характерно для ушу та деяких стилів карате).

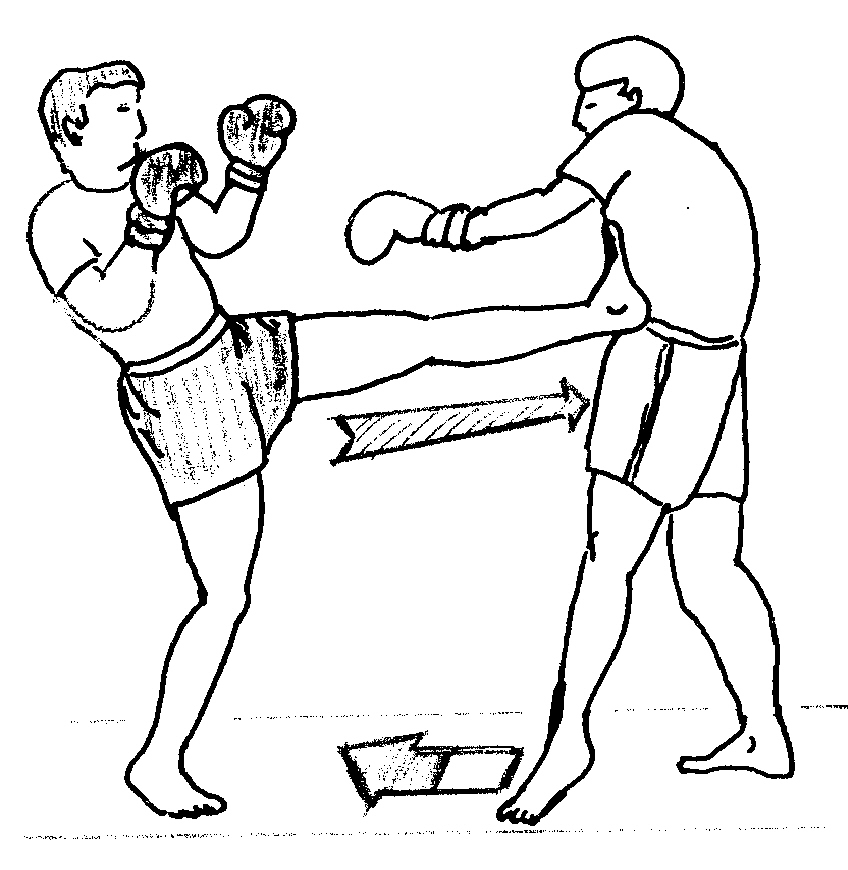
Прямий мідл-кік лівою ногою
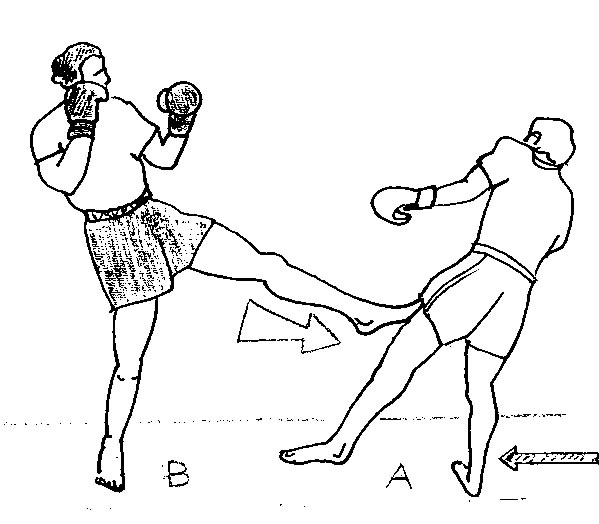
Прямий лоу-кік лівою ногою
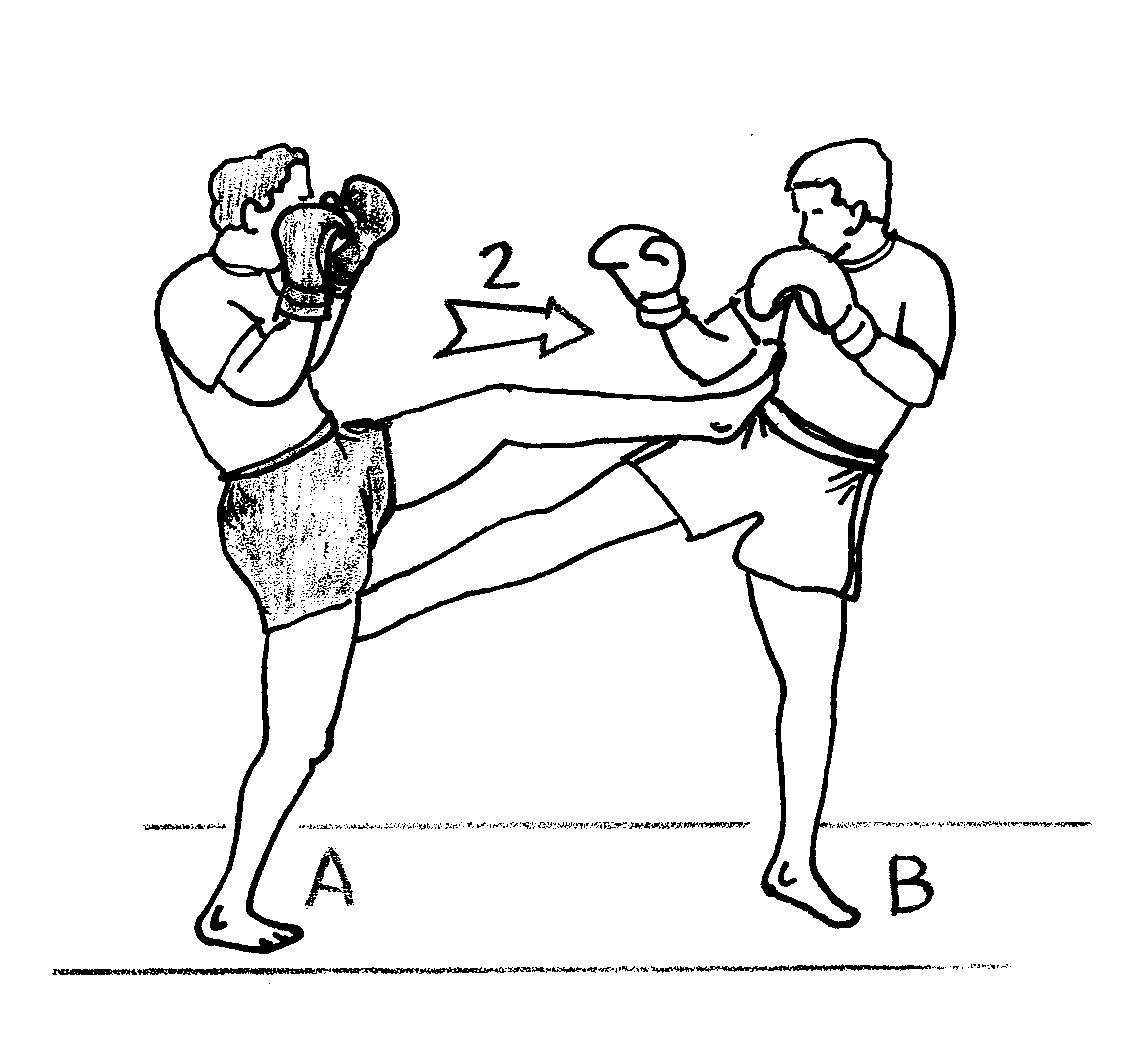
Прямий мідл-кік правою ногою як контрудар

Поширені назви удару:
- в кікбоксингу — фронт кік (англ. front kick);
- в карате — мае ґері (яп. 前蹴り);
- в тхеквондо — ап чаґі (кор. 앞차기);
- в ушу — чжен ті (кит.: 正踢);
- в муай-тай — тех трон (тай. เตะตรง);
- в капоейрі — бенсан (порт. benção).